# CA Osasuna
Club Atlético Osasuna, mer känd som bara Osasuna, är en spansk fotbollsklubb från Pamplona som är huvudstad i regionen Navarra. Laget spelar i Primera Division vilket är den högsta divisionen inom spansk fotboll, även kallad La liga.
Osasuna har deltagit i den tidigare varianten av Uefa Champions League (Europacupen) och i fyra upplagor av UEFA-cupen (nuvarande Europa League), där man som bäst nådde semifinal säsongen 2006/2007.
Klubben har gjort totalt 44 säsonger i första divisionen, 37 i andra och 13 i tredje. Man innehar 14:e platsen i den spanska maratontabellen och blev utsedda till ”World's best club of the month” i december 2006 av IFFHS efter vinst i fyra raka ligamatcher och en i UEFA-cupen.
Club Atlético Osasuna är en av fyra professionella fotbollsklubbar i Spanien (de tre andra är Real Madrid, FC Barcelona och Athletic Club) som är helt medlemsägda.
Osasuna har en stor fotbollsskola med femton lag i lägre kategorier (inklusive två damlag) och samarbetsavtal med nästan hundra klubbar i Navarra. Aktiviteterna samordnas av stiftelsen Foundation Osasuna, vars mål är att skapa sociala, kulturella och sportrelaterade aktiviteter samt främja den lokala gräsrotsfotbollen. Klubben hade tidigare sektioner inom baskisk pelota, simning och rullskridskohockey samt även en för cykling (åren 1925, 1926 och 1942).

## Historik
Namnet Osasuna föreslogs enligt klubbens historieskrivning av Benjamín Andoáin Martínez. Klubbnamnet betyder "hälsa", "styrka" eller "kraft" på baskiska, vilket gör Osasuna till det enda laget i La Liga med ett baskiskt namn. Klubben bildades enligt traditionen genom en sammanslagning av två andra fotbollsklubbar i Pamplona, Sportiva fotbollsklubb och New Club. Det finns flera olika källor till tidpunkten för grundandet. I en samtida krönika i tidningen El Pueblo Navarro sades att klubben bildades 24 oktober 1920. Andra källor pekade på söndagen den 17 oktober 1920, då Sportiva F.C. spelade sin sista match. Det finns även dokument som  hävdar att Osasuna grundades den 31 maj 1919. Officiellt anger klubben att inget exakt datum finns för grundandet av klubben men inför klubbens hundraårsjubileum 2020 valde man 24 oktober. 
Invigningen av stadion Campo de San Juan skedde den 21 maj 1922. År 1926 ändrades klubbnamnet till Club Atlético Osasuna. Säsongen 1935/36 var den första säsongen i Osasunas historia som man spelade i den högsta divisionen. Men man kunde inte behålla platsen efter att ha fallit till nedflyttningsplatserna under de sista två omgångarna. Den 2 september 1967 invigdes lagets nuvarande hemmaarena El Sadar-stadion genom en turnering mellan de tre lagen Real Zaragoza, Vitória de Setúbal de Portugal och Club Atlético Osasuna. Under säsongen 1985/86 deltog Osasuna för första gången i UEFA-cupen där man slutade på en sjätteplats. 11 juni 2005 spelade Osasuna sin första final i Copa del Rey men förlorade finalen mot Real Betis Balompié. I december 2005 bytte El Sadar-stadion under åtta år namn till Reyno de Navarra efter ett avtal mellan klubben och den regionala regeringen. Syftet var att främja och öka turismen till den autonoma regionen Navarra, vilket gjordes i utbyte mot ett ekonomiskt bidrag. År 2013 återfick stadion sitt tidigare namn. Den 16 maj 2006 kvalificerade man sig för UEFA Champions League när man slutade på en fjärdeplats i tabellen, men man förlorade mot Hamburger SV. Den 25 februari 2007 spelade Osasuna sin 1000:e match i Spaniens högsta division när man mötte RCD Espanyol. Den 14 mars 2007 kvalificerade klubben sig till kvartsfinal i UEFA-cupen efter att ha vunnit mot Glasgow Rangers. Den 12 april samma år gick laget till semifinal, men besegrades av Sevilla FC som sedermera vann hela turneringen.
 

## Truppen 2024/25
Från klubbens officiella webbplats: www.osasuna.es, uppdaterad 13 juli 2025
| X | Spanien | Sergio Herrera 3:e | 5 juni 1993 | SD Huesca (2017)  |
| X | Spanien | Aitor Fernández    | 3 maj 1991  | Levante UD (2022) |

| X | Spanien | Diego Moreno     | 21 juni 2001     | CA Osasuna B (2024)    |
| X | Spanien | Iker Benito      | 10 augusti 2002  | CA Osasuna B (2024)    |
| X | Spanien | Juan Cruz        | 28 juli 1992     | Elche CF (2020)        |
| X | Spanien | Jorge Herrando   | 28 februari 2001 | CA Osasuna B (2022)    |
| X | Spanien | Jesús Areso      | 2 juli 1999      | Bilbao Athletic (2021) |
| X | Kamerun | Enzo Boyomo      | 7 oktober 2001   | Real Valladolid (2024) |
| X | Spanien | Abel Bretones    | 21 augusti 2000  | Real Oviedo (2024)     |
| X | Spanien | Alejandro Catena | 28 oktober 1994  | Rayo Vallecano (2023)  |

| X | Spanien | Lucas Torró       | 19 juli 1994     | E. Frankfurt (2020)  |
| X | Spanien | Jon Moncayola 2:e | 13 maj 1998      | CA Osasuna B (2019)  |
| X | Spanien | Aimar Oroz        | 27 november 2001 | CA Osasuna B (2008)  |
| X | Spanien | Kike Barja 1:e    | 4 april 1997     | CA Osasuna B (2015)  |
| X | Spanien | Rubén Garcia 4:e  | 14 juli 1993     | Levante UD (2019)    |
| X | Spanien | Moi Gómez         | 23 juni 1994     | Villarreal CF (2022) |
| X | Spanien | Iker Muñoz        | 5 november 2002  | CA Osasuna B (2023)  |

| X | Spanien  | Raúl Garcia  | 3 november 2000  | Real Betis (2023)   |
| X | Kroatien | Ante Budimir | 22 juli 1991     | RCD Mallorca (2020) |
| X | Spanien  | Ander Yoldi  | 9 september 2000 | CA Osasuna B (2024) |

| Utlånade spelare | Utlånade spelare | Utlånade spelare | Utlånade spelare | Utlånade spelare | Utlånade spelare | Utlånade spelare | Utlånade spelare |
| Nummer           | Land             | Spelare          | Födelsedatum     | Utlånad till     |                  |                  |                  |
| ---------------- | ---------------- | ---------------- | ---------------- | ---------------- | ---------------- | ---------------- | ---------------- |